# Schildgroschen (Hessen)

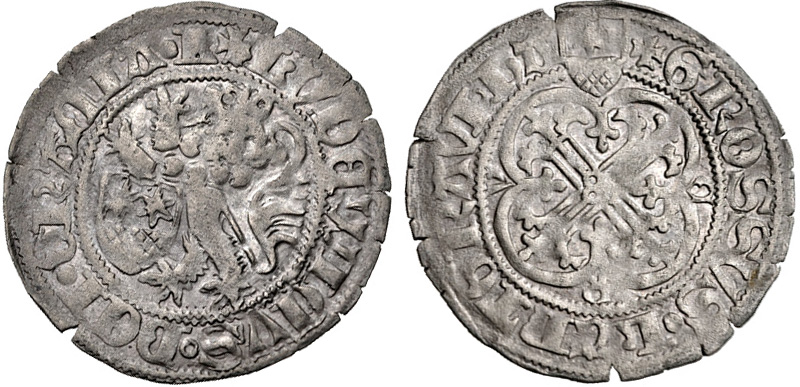
Hessischer Schildgroschen (Zweischildgroschen) Ludwigs II. des Freimütigen (1458–1471), nach dem Vorbild des meißnischen Pfahlschildgroschens geprägt. (Silber; 2,03 g; Durchmesser 28 mm)

Hessische Schildgroschen, auch Kronichte Groschen und Zweischildgroschen genannt, sind nach dem Vorbild der meißnisch-sächsischen Schildgroschen der Groschenzeit geprägte spätmittelalterliche Groschenmünzen, die den meißnischen Schildgroschen sehr ähnlich sind.

## Geschichtliches
Ludwig I. der Friedfertige von Hessen (1413–1458), Schwager des sächsischen Kurfürsten Friedrichs des Sanftmütigen (1428–1464), ließ als erster hessischer Landgraf Schildgroschen mit dem hessischen Löwen nach dem Vorbild der meißnischen Schildgroschen schlagen. Ludwig hatte sich der sächsischen Münzreform in November 1436 angeschlossen und ließ ebenfalls hochwertige Groschen zu 20 Stück auf den rheinischen Gulden prägen. Der große Löwenschild auf seinen ersten Groschen entspricht dem Schildigen Groschen Fridrich des Sanftmütigen mit dem Unterschied, dass über dem großen Schild eine kleine Krone zu sehen ist. Die ab 1436 geprägten Schildgroschen werden deshalb auch Kronichte Groschen genannt. Die nachfolgenden Kronichten Groschen prägte Ludwig I. mit Kronen im Münzbild, die im Vierpass um den Löwenschild angeordnet sind.
Die Schildgroschen Ludwig II. des Freimütigen (1458–1471), auch Zweischildgroschen genannt, wurden nach dem Vorbild des meißnischen Pfahlschildgroschens geprägt.

## Münzbeschreibung
(Die Beschreibung betrifft den oben abgebildeten hessischen Groschen vom Typ des meißnisch-sächsischen Pfahlschildgroschens.)
Der abgebildete hessische Schildgroschen, auch Zweischildgroschen genannt, ist ein nach dem Vorbild des meißnisch-sächsischen Pfahlschildgroschens geprägter Groschen. Statt der Landsberger Pfähle hält der steigende Löwe den Wappenschild der Grafschaft Nidda. Über dem Blumenkreuz (Lilienkreuz) im Vierpass ist der Wappenschild der Grafschaft Ziegenhain statt der Landsberger Pfähle zu sehen. Das Vorderseitenbild mit dem Löwen entspricht dem Rückseitenbild des meißnischen Pfahlschildgroschens.

### Umschrift
- Vorderseite: Nach dem Zeichen Kreuz LVDOVICVS • DEI • GRACI • LA  H
  - Ausgeschrieben: Ludovicus dei gratia Landgravius Hassiae. (Ludwig von Gottes Gnaden Landgraf von Hessen.)
- Rückseite: Nach dem Wappen der Grafschaft Ziegenhain und dem Zeichen Kreuz GROSSVS • LANTGRAVI • HA 
  - Ausgeschrieben: Grossus Landgravius Hassiae. (Groschen des Landgrafen von Hessen.)